# 北卡羅來納大學夏洛特分校
北卡羅來納大學夏洛特校區（University of North Carolina at Charlotte，簡稱：UNC Charlotte、UNCC、Charlotte），是一所位於美國北卡羅來納州夏洛特的公立研究型大學。該大學創建於1946年，為北卡羅來納大學系統的組成機構之一，也是夏洛特及周邊地區最大的大學。2025年《美國新聞與世界報導》將其列為全美國大學總排名第152位，在全美國公立大學中排名第81位，在全美國最物超所值(Best Value)大學中排名第157位。

## 校區

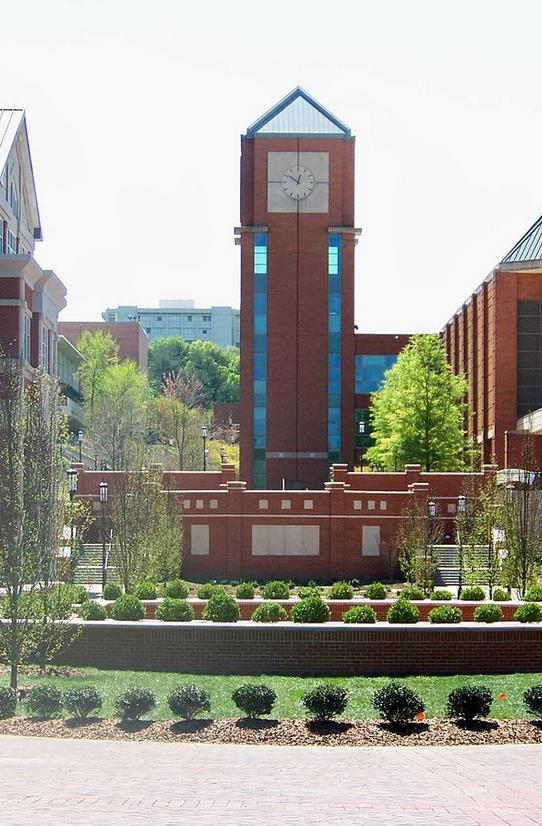
2007年新建的健康和人類科學院（左）及教育學院（右）大樓

### 大學城主校區
該大學的主校區位于29號美國國道和北卡罗来纳49號高速公路之間，面積約4平方公里，距離夏洛特市中心約16公里，形成了一個大學城。校園中心有兩個公園。這個校區的老建築建造于學校經費短缺的1960和70年代，因此多屬功能性建築。但在第三任校监詹姆斯·伍德沃德（James Woodward）的推動下，一些更爲美觀的新古典主義建築已經興建起來了，一些水泥瀝青路也被磚路取代。

### 夏洛特研究所校區
2000年在主校區附近建立了夏洛特研究所（原名千禧年校區（Millennial Campus）），面積約100英畝（40公頃），主要進行光學和信息技術的研究。大學足球場也位於此地。

### 市中心

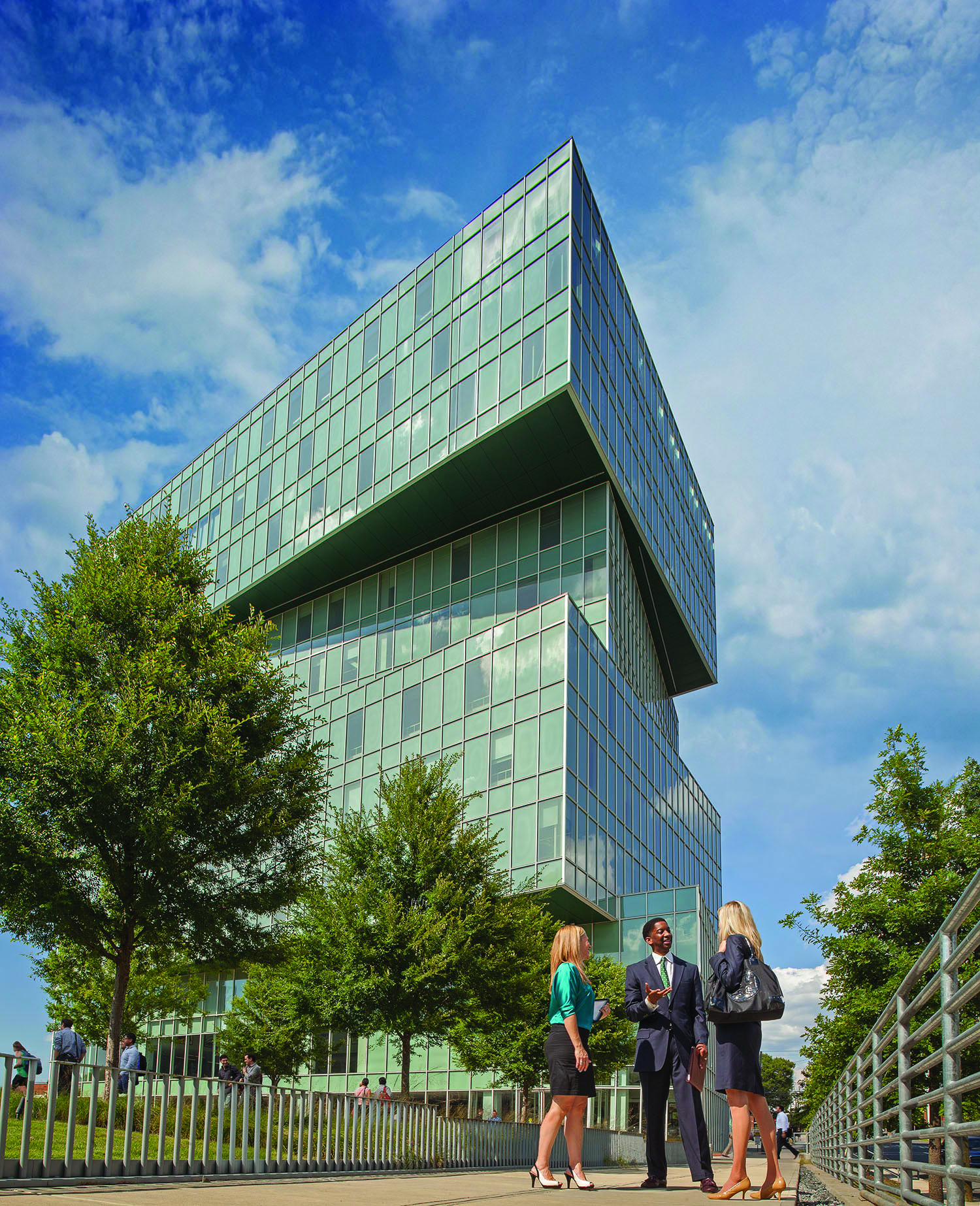
市中心校區大樓

該大學在夏洛特市中心還有一個教學點，主要教授商科（包括本科和碩士課程在内）和夜間課程。這一教學點原本依托工藝美術館（Mint Museum of Craft+Design）運作，但在2011年秋季搬入了新蓋的、位于東第九大街320號的12層建築中。

## 學術
北卡羅來納大學夏洛特校區提供大學到博士的教育課程，其下共有8個學院，並提供有24個博士學位、64個碩士學位、79個大學學位。其排名依照不同的排名機構而有差別。

## 事故
2019年4月30日，北卡羅來納大學夏洛特分校发生枪击案，造成2死4伤。

## 外部連結
- 官方网站
- Charlotte Athletics website（页面存档备份，存于）
- 虛擬地圖（页面存档备份，存于）